# Irouléguy
Irouléguy (baskisch Irulegi) ist eine französische Gemeinde im Département Pyrénées-Atlantiques in der Region Nouvelle-Aquitaine. Die 9,38 km² große Gemeinde ist Teil des französischen Baskenlandes. Irouléguy hat 366 Einwohner (Stand 1. Januar 2022) und liegt auf einer Höhe von ca. 266 m, rund 50 Kilometer südöstlich von Bayonne.
Der Artxuita-Dolmen liegt etwa 600 m südöstlich des Arrondo-Dolmens in Irouléguy. Er wurde 1958 als Monument historique eingestuft.

## Weinbaugebiet Irouléguy

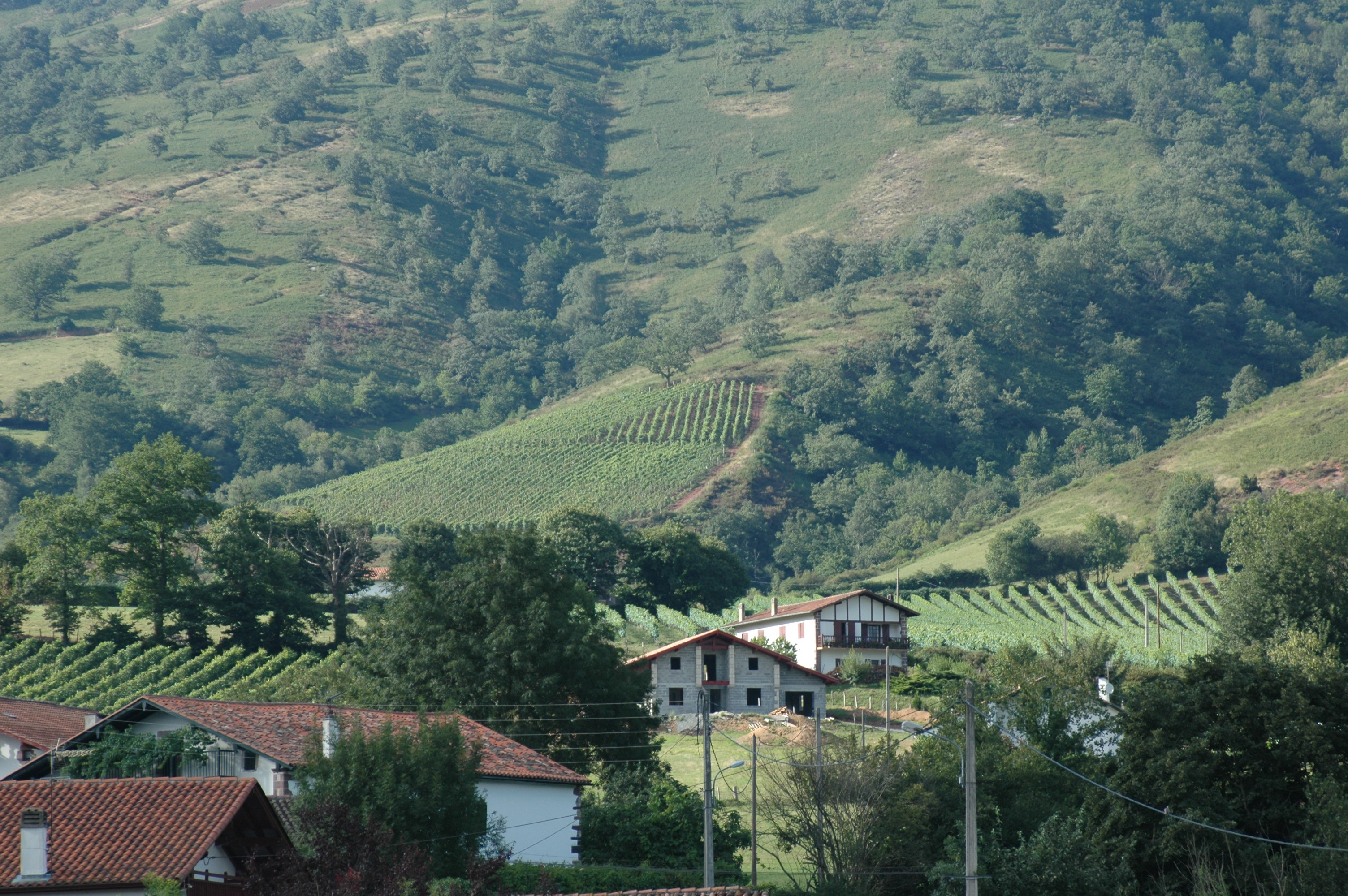
Reben in Irouléguy

An den Hanglagen des 812 m hohen Hügels namens Jara wurden bereits im 3. Jahrhundert Rebflächen angelegt. Es waren aber die Mönche vom Kloster Roncesvalles, die im 12. Jahrhundert den Weinbau systematisierten und das Produkt den Pilgerreisenden auf dem Weg nach Santiago de Compostela anboten.
Seinen vorläufigen Höhepunkt kannte das Weinbaugebiet im 18. Jahrhundert, als die Weine vom Hafen von Bayonne aus bis nach Deutschland, England und die Niederlande exportiert wurden. Als im 19. Jahrhundert die Reblaus einen Großteil der Rebflächen zerstörte, wurden die Flächen aufgrund der Landflucht nicht mehr wieder neu angepflanzt. Die Appellation wurde bis in die 1950er Jahre fast ganz aufgegeben. 1953 wurden erste Initiativen eines Neuanfangs gestartet, die am 29. Oktober 1970 mit dem Erhalt des Status einer Appellation d’Origine Contrôlée (kurz AOC) belohnt wurden.
Das Weinbaugebiet liegt am Fuße des Ibañeta-Passes, der über Roncesvalles nach Spanien führt, verteilt auf Hanglagen von Saint-Etienne-de Baïgorry, Saint-Jean-Pied-de-Port sowie Bidarray. Die Flächen sind vor kalten Nordwinden geschützt. 65 % der 185 Hektar großen Fläche besteht aus terrassierten Anlagen.
Für Rotweine und Roséweine sind die Rebsorten Tannat (baskisch Bordeleza), Cabernet Franc und Cabernet Sauvignon (baskisch Axeria) zugelassen. Bei den Weißweinen dürfen Courbu (baskisch Xuri Zerratia) und Gros Manseng (baskisch Ixiriota Xuri) eingesetzt werden. Insgesamt werden ca. 55.000 Hektoliter Wein erzeugt.
Die gehaltvollen duftigen Roséweine sollten bei einer Temperatur von 10 bis 12 °C zu einer Grillplatte oder Fisch genossen werden. Die Rotweine begleiten bei 16 bis 18 °C einen Braten, Wildgerichte und eine Käseplatte.
Die Trinktemperatur der Weißweine liegt bei 8 bis 10 °C.

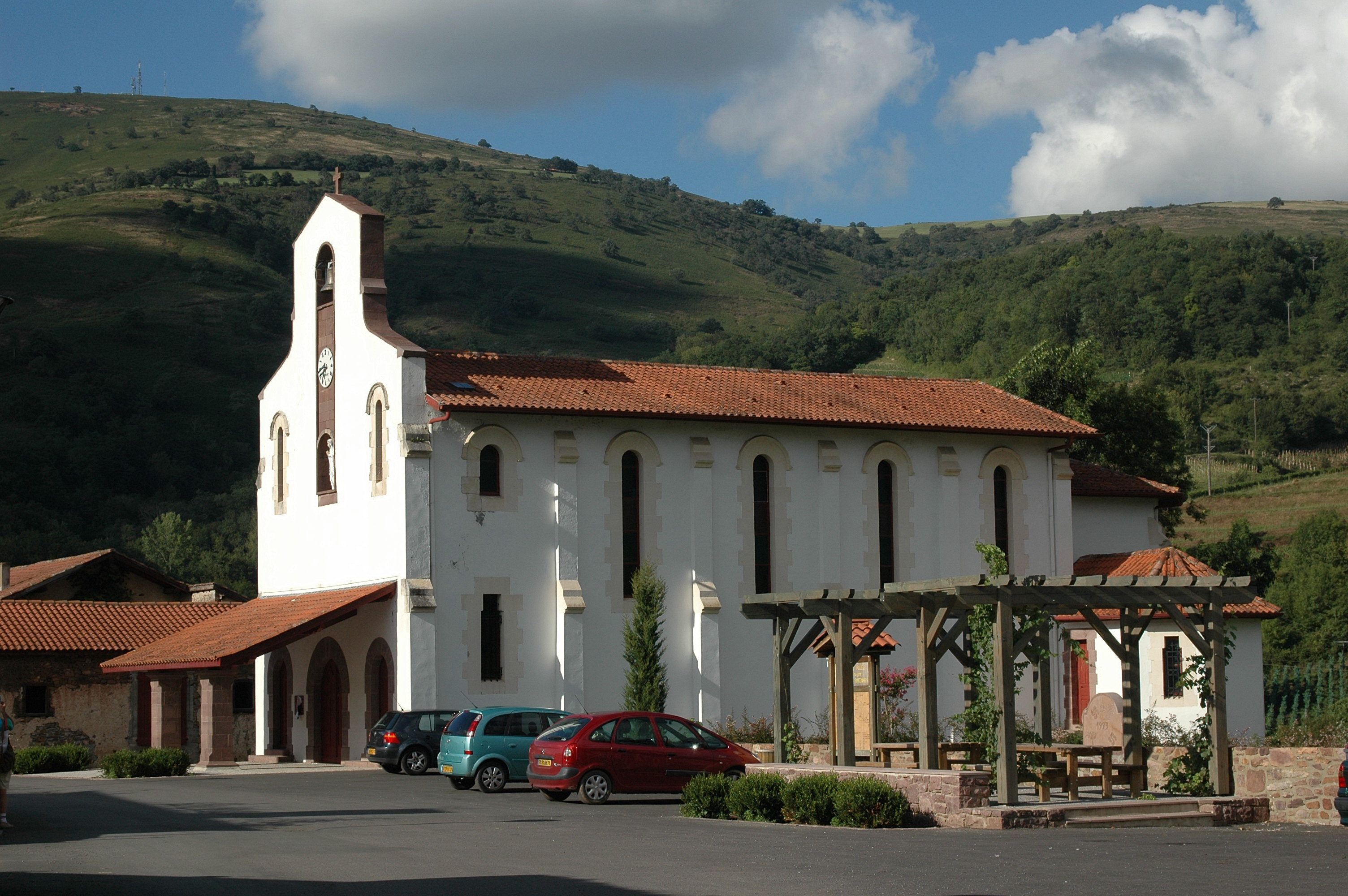
Kirche Saint-Vincent

## Persönlichkeiten
- Jean-Baptiste Etcharren (1932–2021), Missionar, katholischer Priester und ehemaliger Generaloberer der Gesellschaft der Pariser Mission von Paris